# Дишенова мишићна дистрофија
Дишенова мишићна дистрофија (ДМД) је тешки облик мишићне дистрофије. Испољава се као слабост мишића која обично почињу око четврте године у дечака и брзо се погоршава. Типски губитак мишића јавља се прво у горњем делу ногу и карлици а затим оних из надлактице. То може довести до проблема успостављања стојећег положаја. Већина погођених није у стању да хода у доби од 12. године. Угроженост мишића може изгледати веће због повећаног садржаја масног ткива. Такође уобичајена је и сколиоза. Неки су можда са менталном ретардацијом . Жене са једном копијом мутантног гена (хетерозиготи) могу испољавати благе симптоме.

## Узроци и дијагноза
Појава Дишенове дистрофије повезана је са рецесивним геном на X хромосому. Око две трећине случајева болест насљеђује од родитељске особе, док једну трећину чине случајеви су због нових мутација. То је узрокован мутацијом у гену за протеин дистрофин. Дистрофина је важан за одржавање ћелијских мембрана мишићних влакана. Генетичко тестирање често може успоставити дијагнозу при рођењу. Погођени такође имају висок ниво креатин-киназе у крви.

## Лечење
За ову дистрофију није познат нити један лек. Физикална терапија, ортопедске протезе и корективне операције могу помоћи код особа са неким симптомима. Потпомогнута вентилација може бити потребна у оним случајевима са слабошћу мишића за дисање. Лекови који се користе укључују стероиде који успоравају дегенерацију мишића, антиконвулзиви за контролу одузетости, а неке мишићне активности и имуносупресанти одлажу да оштећења усмрте мишићне ћелије..